# Cities: Skylines II
Cities: Skylines II est un jeu vidéo de gestion et de construction de ville développé par Colossal Order et édité par Paradox Interactive, faisant suite à Cities: Skylines sorti en 2015. Il améliore de nombreux aspects de la simulation tels que la taille des villes et de la population, ainsi qu'une importante amélioration de l'intelligence artificielle du trafic routier et de la vie des citoyens. Il est dévoilé le 6 mars 2023, et sort le 24 octobre 2023 sur Windows via Steam,. 
Lors de son lancement sur PC, les critiques révèlent des performances déplorables ; Paradox Interactive rapporte que différentes mises à jour viendront par la suite régler rapidement ces problèmes.
Le 28 septembre 2023, Paradox Interactive annonce que la sortie du jeu sur PlayStation 5 et Xbox Series est reportée au printemps 2024 afin d'offrir une meilleure qualité de développement sur ces plates-formes. En juillet 2024, Paradox annonce un nouveau retard pour les versions console, en raison de mauvaises performances et d'un manque de stabilité. Cette fois-ci, aucune date cible n'est annoncée.

## Système de jeu
Cities: Skylines II confie au joueur une parcelle de terrain virtuelle à partir de laquelle il crée une ville. La carte du jeu est dynamique puisqu'elle évolue en fonction des saisons, de la météo ou du passage du temps. Au départ, le joueur est limité à 9 tuiles mais peut en acheter de nouvelles avec les fonds de la ville. Dans l'opus précédent, la surface de la carte était limitée à 36 km2 (jusqu'à 324 km2 avec des mods) tandis Cities: Skylines II propose nativement 441 tuiles, ce qui représentent 159 km2. Par ailleurs, une tuile de cet opus fait environ le quart d'une tuile du premier jeu. De plus, les tuiles peuvent ne plus être connectées entre elles. Au sein de ces tuiles, le joueur place des routes, des zones commerciales ou industrielles et divers services afin d'attirer des résidents et des entreprises. De plus, il définit les politiques de la ville comme les impôts locaux pour déterminer de quelle manière la ville va s'agrandir. 
Cities: Skylines II intègre les robustes mécanismes de construction de villes déjà présents dans la première itération de la série dont une amélioration des systèmes de transport et économique en poussant les options de construction et de modding. De ce fait, les transports publics et de marchandises (terrestres, ferroviaires, maritimes et aériens) sont gérés grâce à des hubs et peuvent être interconnectés. Les services publics comme la police ou les pompiers peuvent être assignés à des quartiers permettant d'améliorer leur temps de réponse face à une urgence,.
Le nombre de citoyens ne connaît pas de limites, celui-ci n'étant que restreint par la puissance de la machine faisant tourner le jeu (en comparaison, le premier jeu était limité à 65 000 citoyens). Par ailleurs, les citoyens sont plus proactifs dans leur déplacement. Ils sont plus enclin à prendre les transports en commun s'ils sont plus économiques ou choisissent leur véhicule personnel selon des critères tels que le confort, la distance ou le temps.
Cities: Skylines II introduit un arbre des technologies qui permet au joueur de débloquer de nouveaux services et bâtiments grâce à des points de compétence.
Paradox Interactive a d'ailleurs ajouté sur ce nouvel opus que le modding est aussi en partie disponible sur console et toujours sur PC bien qu'il ne soit plus créé à partir de Steam Workshop mais avec un outil interne (Paradox Mods). Cet outil, édité par Paradox Interactive, permet une prise en charge multiplateforme ainsi que l'achat et le téléchargement de mods. La plateforme s'ouvre à Cities: Skylines II le 25 mars 2024.

## Développement
Le jeu est développé par Colossal Order avec le moteur de jeu Unity, en version 2023.3.7.
Cities: Skylines II est révélé le 6 mars 2023, dans le cadre d'une conférence (Paradox Announcement Show) organisé par Paradox Interactive, l'éditeur du jeu,. En parallèle au jeu de base, huit contenus téléchargeables additionnels distincts seront publiés, dont l'ensemble San Francisco, Beach Properties, Asset Pack, deux Content Creator Packs, l'extension Bridges & Ports ainsi que trois stations de radio dans l'option Ultimate Edition sur la page Windows, Xbox et PlayStation. 
Le jeu est présenté au cours de la conférence Xbox du Summer Game Fest 2023. 
Le 28 septembre 2023, Paradox Interactive déclare que les versions console du jeu ne seront pas livrées comme prévu le 24 octobre et que leur sortie est repoussé jusqu'au printemps 2024. En outre, il annonce que les précommandes pour les versions console sont suspendues et que celles existantes seront remboursées aux acheteurs. De plus, Colossal Order explique que retarder le lancement de Cities: Skylines II contribue à améliorer la qualité du jeu sur console et à optimiser les versions console et Windows. Parallèlement au retard, le studio annonce également une augmentation des spécifications de la configuration minimale de la version PC du jeu. De plus, Colossal Order déclaré dans la semaine précédant la sortie sur PC que les performances du jeu pourraient ne pas être à la hauteur des attentes au lancement, mais qu'ils ont prévu une série de correctifs pour les améliorer. En juillet 2024, Paradox annonce un nouveau retard pour les versions console, en raison de mauvaises performances et d'un manque de stabilité. Cette fois-ci, aucune date cible n'est annoncée.  

### Contenus téléchargeables additionnels
| Nom                  | Date de sortie  | Notes                                                                                      | Disponibilité |
| -------------------- | --------------- | ------------------------------------------------------------------------------------------ | --- |
| Landmark Buildings   | 24 octobre 2023 | Introduces 9 new landmark buildings and the Tampere map.                                   | N'est aujourd'hui plus disponible. Cette extension était disponible que lors de la période de précommande.              |
| San Francisco        | 24 octobre 2023 | Inclut le pont du Golden Gate, un garage de « muscle cars » et une carte de San Francisco. | Uniquement pour les utilisateurs de l'édition Ultimate et également disponible par l'Expansion Pass.                    |
| Beach Properties     | 25 mars 2024    | Inclut de nombreux bâtiments de zone en front de mer.                                      | Initialement vendu comme extension séparée, mais finalement intégrée dans le jeu de base après la réaction des joueurs. |
| Deluxe Relax Station | 25 mars 2024    | Introduit 16 nouvelles pistes musicales.                                                   | En vente sur Steam et le Microsoft Store.                                                                               |

En mars 2024, il existe quatre extensions pour le jeu. D'autres sortiront au cours de l'année. En avril 2024, Colossal Order et Paradox Interactive sortent une déclaration commune à la suite des réactions négatives des joueurs. L'extension a été retirée de la vente et les personnes l'ayant achetée se sont vu rembourser. De plus, les possesseurs de l'édition Ultimate se sont vu offrir trois packs de créateurs supplémentaires et trois autres stations de radio. La déclaration réaffirme vouloir se reconcentrer à améliorer le jeu de base et les outils de modding, en garantissant vouloir sortir trois correctifs gratuits et des mises à jour avant de passer davantage de temps sur du contenu payant.

## Accueil des joueurs

### Réception critique
Cities: Skylines II a reçu des critiques «  mitigées ou moyennes » de la part des critiques, selon le site web d'agrégation de critiques Metacritic . Cependant le jeu a été nommé le « Meilleur jeu de simulation / stratégie » aux Game Awards 2023.

### Ventes
Paradox Interactive rapporte que le jeu s'est écoulé à plus d'un million d'exemplaires au mois de février 2024 et qu'au lancement, le jeu a atteint plus de 100 000 joueurs simultanés sur Steam. Si l'éditeur admet être « déçu qu'il [le jeu] n'ait pas été à la hauteur des attentes des joueurs », il tient néanmoins à poursuivre son soutien financier afin d'améliorer la qualité du jeu.